# Rönnviken
Rönnviken är en by i Huddunge socken, Heby kommun.
Rönnviken omtalas i dokument första gången 1545 ("Rönewijk"), då Gustav Vasa gav Nils Henriksson och hans son tillstånd att uppta ödegården Rönnviken, som länge legat öde, och så snart hemmanet är åter i stånd betala skatt till kronan. Det räknas senare som kronotorp om 1/2 mantal, 3 1/2 öresland. Förleden i namnet kommer från trädet rönn, och att byn ligger vid en vik av Rönnvikssjön. Namnet på byn har vanligen under 1700- och 1800-talet, ännu så sent som på ekonomiska kartan 1939 skrivits Runviken eller Runnviken. 
Bland bebyggelser på byns ägor märks Stället, känt sedan början av 1600-talet och fanns ännu kvar i slutet av 1800-talet, Sjövik eller Sjövikstorpet som är känt sedan början av 1900-talet samt Rönngrens, som var soldattorp för soldaten Rönngren. Rönnviken ingick före i roten 567 med Gransätra i Harbo socken och Hov i Östervåla socken, med soldattorpet här i Rönnviken, och efter 1693 i roten 363 med Gransätra, Ramna och Smedsbo i Harbo socken samt Fallet i Huddunge socken. Soldattorpet låg större delen av tiden här i Rönnviken. Soldatnamnet var Trägen fram till 1822, därefter Rönngren.